# Maladie de Mc Ardle
 (septembre 2014).
La Maladie de Mc Ardle ou glycogénose de type 5 est une myopathie métabolique d'origine génétique en rapport avec une anomalie de fonctionnement de la phosphorylase musculaire responsable d'un trouble de la glycogénolyse musculaire. Autrement dit, le glycogène stocké dans les muscles, ne peut pas être transformé en glucose indispensable à tout effort. Le taux de lactates sanguins n'augmente pas après l'effort (normalement de trois à cinq fois). En revanche, le taux de CPK musculaire est élevé. 
Elle se manifeste principalement par des douleurs musculaires au début de toute sollicitation des muscles. Selon l'intensité de cet effort, la douleur peut être plus ou moins forte, et persister pendant plusieurs heures sous forme d'une courbature qui rend les mouvements douloureux. Généralement, au bout de quelques minutes d'un effort modéré, la douleur musculaire disparaît et la personne peut poursuivre. Ce phénomène connu sous le nom de second souffle correspond à la mise en route de la glycogénolyse hépatique. Toutefois, l'effort doit être limité pour éviter une rhabdomyolyse qui peut se manifester par une myoglobinurie, c'est-à-dire l'élimination par l'urine de cellules musculaires détruites, ce phénomène étant à surveiller car il peut entraîner une insuffisance rénale parfois grave, nécessitant parfois une assistance médicale. Par ailleurs, le vécu de la maladie et l'intensité des douleurs perçues est fluctuant et différent selon les malades, et peut évoluer avec l'âge. 
En absence de traitement, il est conseillé aux personnes atteintes de pratiquer une activité physique régulière mais modérée. Des programmes de ré-entraînement à l'effort ont été expérimentés avec bénéfice chez certains patients, mais le résultat n'est pas certain pour tous. Sans être invalidante sur le plan de la motricité, la maladie peut réduire les capacités à faire face aux actes de la vie quotidienne et s'avérer usante aussi bien physiquement que psychiquement. Il est essentiel pour le malade d'être diagnostiqué et suivi quand le besoin s'en fait sentir. Il est aussi important de savoir adapter son mode de vie aux limites qu'impose la maladie, plus particulièrement au-delà de la cinquantaine.
La maladie de McArdle est une affection génétique très rare (environ 1 personne sur 100 000) et encore peu diagnostiquée (environ un tiers d'entre des malades ont été diagnostiqués). Elle est héritée de parents qui étaient porteurs sains d'une des 150 mutations connues, et dont deux sont nécessaires pour provoquer l'absence de myophosphorylase.
Les diagnostics différentiels principaux sont les troubles de la glycogènolyse hépatique sont responsables de la glycogénose de type VI et de la glycogénose de type VIII.

## Sources et liens
- Page spécifique sur Orphanet
- Maladie de McArdle AFG (Association Française des Glycogénoses)
- (en) Joaquin Arenas, Miguel A Martin, Antonio L Andreu, Glycogen Storage Disease Type V In GeneTests: Medical Genetics Information Resource (database online). Copyright, University of Washington, Seattle. 1993-2006
- (en) Online Mendelian Inheritance in Man, OMIM (TM). Johns Hopkins University, Baltimore, MD. MIM Number:232600